# Zaustavljeni glas
Zaustavljeni glas  je hrvatski dokumentarni film iz 2010. godine autorice Višnje Starešine, poznate novinarke i kolumnistice koja se u Večernjem listu posebno bavila međunarodnom politikom prema državama koje su nastale raspadom SFRJ i radom Međunarodnog kaznenog suda za bivšu Jugoslaviju u Haagu.
Snimljen je u produkciji Interfilma i HRT-a. Film je priča o Siniši Glavaševiću, novinaru Hrvatskog radija Vukovar, uz rekonstrukciju pokolja na Ovčari.
U filmu govore i Louise L. Lambrichs i Georges-Marie Chenu.

## Vanjske poveznice
- Interfilm Zaustavljeni glas